# فيلي هوب
فيلي هوب (بالإنجليزية: Willie Hoppe)‏ هو لاعب بلياردو ‏ أمريكي، ولد في 11 أكتوبر 1887، وتوفي في 1 فبراير 1959.

## وصلات خارجية
- فيلي هوب على موقع الموسوعة البريطانية (الإنجليزية)